# Monica Engelman
Monica Louise Engelman (ur. 20 stycznia 1991 w Fairfield) – amerykańska koszykarka występująca na pozycji rozgrywającej, obecnie zawodniczka Piestanske Cajky.
20 lipca 2018 została zawodniczką Artego Bydgoszcz. 4 grudnia opuściła klub. 22 lutego 2019 podpisała drugą w karierze umowę ze słowackim Piestanske Cajky.

## Osiągnięcia
Stan na 16 września 2018, na podstawie, o ile nie zaznaczono inaczej.
NCAA
- Uczestniczka rozgrywek Sweet 16 turnieju NCAA (2012, 2013)
- Laureatka Ms. Jayhawk Award (2013)
- Zaliczona do:
  - I składu turnieju BTI Tip-Off Classic (2011)
  - Big 12 Commissioner Honor Roll (2010)
  - Athletic Director Honor Roll (2010)

Drużynowe
- Mistrzyni Ligi Europy Środkowej (CEWL – 2015)
- Wicemistrzyni:
  - Rumunii (2014)
  - Słowacji (2016)
  - CEWL (2014)
- Zdobywczyni Pucharu Rumunii (2014)
- Finalistka Pucharu Słowacji (2016)

Indywidualne
(* – nagrody przyznane przez portal eurobasket.com)
- Uczestniczka meczu gwiazd ligi rumuńskiej (2015)
- Zaliczona do II składu ligi słowackiej (2016)*